# Британско-французские отношения
Британско-французские отношения — двусторонние дипломатические отношения между Великобританией и Францией.

## История
Страны поддерживают отношения на протяжении длительного времени, были как периоды войны, так и периоды стратегического союза. Территории обоих государств входили в состав Римской империи (кроме северной Шотландии и Северной Ирландии).
С 1337 по 1453 годы не прекращалась серия военных конфликтов между Англией и её союзниками, с одной стороны, и Францией и её союзниками, окончившиеся победой французов, и получившая в историографии название Столетней войны.
В 1904 году было подписано Англо-французское соглашение, которое положило конец вековой вражде и послужило началом стратегического союза. Страны были союзниками в Первой мировой войне и Второй мировой войне. Обе страны последовательно выступали против политики Советского Союза во время Холодной войны и стали основателями НАТО. В последние годы страны установили ещё более тесные отношения, особенно по вопросам обороны и внешней политики.
В 2015 году около 350 000 французов проживало в Великобритании и приблизительно 400 000 британцев проживало во Франции.